# برمودو الثاني ملك ليون
برمودو الثاني (956–999) الملقب بالدموي كان ملكًا على جليقية بين عامي 982–984، ثم ملكًا على كل مملكة ليون بين عامي 984–999. لخّص المؤرخ خوستو بيريث دي أوربل فترة حكمه بوصف له بأنه «ملك بائس عاش معذبًا في حياته خوفًا من سيف المنصور، وعند مماته تعرض لتقريع الأسقف بيلاجيوس الأوفييدي (المتوفي عام 1153)». شغل عهد برمودو الثاني نصف تأريخ بيلاجيوس تقريبًا. واتهم فيه برمودو بحبس غوديستوس أسقف أوفييدو، وأرجع سبب هجمات محمد بن أبي عامر لخطايا برمودو.